# Lulu femme nue
Pour les articles homonymes, voir Lulu.
Pour l'adaptation cinématographique, voir Lulu femme nue (film).
Lulu femme nue est une bande dessinée d'Étienne Davodeau en deux tomes ; le premier est publié en 2008, le second en 2010.

## Synopsis
Lulu, mère de famille et épouse dévouée de quarante ans, sans histoire, a disparu depuis plus de deux semaines, abandonnant son mari et enfants à ses amis désemparés.
Quinze jours plus tard, Xavier, un ami retrouve sa trace. En une nuit lors d'une veillée funèbre, il entreprend de raconter aux autres ce qu’a vécu Lulu pendant cet étrange voyage : Lulu, après un énième entretien d'embauche décide d'abandonner sa vie normale pour vivre un moment d'insouciance et de liberté. Qu'a-t-elle fait ? Où était-elle et avec qui ?
Comme ça, sans prévenir et sans raisons, elle n’avait rien prémédité. Ça s’est passé très simplement Lulu s’ennuie dans sa petite vie. Elle tourne en rond dans son petit pavillon entre son mari, sa fille de 16 ans et ses deux garçons. Alors, elle s'octroie quelques jours de liberté, elle s’en va, seule. Elle se contente de laisser parler ses envies et de fermer la porte de chez elle, doucement, sans autre projet que de savourer pleinement, et sans culpabilité cette escapade inédite. Elle prend la route presque surprise par sa propre audace. Lulu rencontre alors de drôles de gens, dont Charles, avec lequel elle passera quelques jours.
Nous la retrouvons au bord d’une route, en train de faire du stop. Elle est partie avec une femme dont elle ne connaissait rien. Puis elle arrive dans une petite ville du bord de mer sur la côte de Lumière où elle va passer la nuit dehors. Il fait froid, elle a faim, elle n’a plus d’argent. Lulu se rend bien compte qu’elle n’est pas vraiment une aventurière. C’est alors qu’une idée folle lui traverse l’esprit : elle décide de voler le sac d'une vieille dame. Mais on ne s’improvise pas si facilement délinquante, et Lulu rendra vite son sac à la vieille dame, qui s’appelle Marthe, avant d’entamer une véritable et curieuse amitié avec elle. À la fin, au bout du chemin, Lulu reviendra chez elle. Sa fille ira la chercher, et elles rentreront en compagnie de Marthe, dans la voiture de celle-ci.
Grisante, joyeuse, dangereuse et cruelle, l’expérience improvisée de Lulu en fera une femme transformée.

## Récompenses

### Tome 1
- 2009 : Fauve Les Essentiels d'Angoulême au festival d'Angoulême
- 2009 : Meilleur scénario au Prix Saint-Michel de la ville de Bruxelles
- 2009 : Prix Bédélys Monde Or du festival de la bande dessinée de la ville de Québec
- 2009 : Prix Ouest-France du festival Quai des Bulles à Saint-Malo.

## Éditions
Futuropolis :
- 2008 : tome 1  (ISBN 9782754801027)
- 2010 : tome 2  (ISBN 9782754801034)
- 2014 : édition intégrale en un volume  (ISBN 9782754810340)

## Adaptation cinématographique
Une libre adaptation par Sólveig Anspach et Jean-Luc Gaget pour le cinéma a été tournée entre octobre et novembre 2012. Le film est sorti sur les écrans le 22 janvier 2014, avec Karin Viard dans le rôle de l'héroïne. Davodeau a dessiné une carte postale visible dans le film[réf. nécessaire]. Sólveig Anspach et Jean-Luc Gaget sont nommés au César de la meilleure adaptation lors des César 2015.